# 104. Jäger-Division
Die 104. Jäger-Division war ein Großverband des Heeres der deutschen Wehrmacht. Der Ursprungsverband bei Aufstellung war die 704. Infanterie-Division, die durch die Einberufung älterer Wehrpflichtiger erst Anfang 1941 gebildet worden war.

## 704. Infanterie-Division

### Aufstellung
Am 15. April 1941 wurde die Division im Wehrkreis IV als 704. Infanterie-Division als statischer Verband mit zwei Regimentern in der 15. Aufstellungswelle aufgestellt. Hierfür wurden je eine Kompanie der Ersatz-Bataillone des Wehrkreises herangezogen. Es wurden gebildet:
- Infanterie-Regiment 724 (Dresden) mit drei Bataillonen aus der Division Nr. 154
- Infanterie-Regiment 734 (Chemnitz) mit drei Bataillonen aus der Division Nr. 174
- Artillerie-Abteilung 654 mit drei Batterien

Auch die Divisionstruppen entsprachen nicht der einer damaligen Frontdivision. Vielmehr wurde nur die Radfahr-Schwadron 704, die Pionier-Kompanie 704 und einer Nachrichten-Kompanie 704 gebildet.

### Verlegung auf den Balkan
Im Mai 1941 war die Division ein Reserveverband der 2. Armee bei der Heeresgruppe Südosten in Jugoslawien. Nach der Zerschlagung des jugoslawischen Staats, blieb der Verband im Juni noch als Einheit des XI. Armeekorps bei der 2. Armee weiterhin im ehemaligen Staatsgebiet Jugoslawiens.
Ab Juli 1941 war der Verband im nunmehrigen Serbien beim LXV. Armeekorps der 12. Armee der Heeresgruppe Südosten im Einsatz. Im April 1942 kam es zu einer Neuordnung der Befehlsstruktur und der Verband wurde dem Militärbefehlshaber Serbien bei der Heeresgruppe Südosten unterstellt. 
Während des Bestehens der 704. Infanterie-Division wurden die Infanterie-Regimenter in Grenadier-Regimenter umgebildet.
Am 5. Februar 1943 wurde durch Aufstockung um den Personalrahmen der Pionier-Kompanie 704, welche am 16. April 1941 aufgestellt worden war, das Pionier-Bataillon 704 gebildet. Am darauf folgenden Tag, am 6. Februar, wurde in gleicher Weise die Nachrichten-Kompanie 704, aufgestellt am 16. April 1941, zur Nachrichten-Abteilung 704 aufgestockt.
Im März 1943 erfolgte die Unterstellung beim Militärbefehlshaber Serbien bei der Heeresgruppe E in weiterer Vorbereitung auf eine Umgliederung.
Mit der Umgliederung zur 104. Jäger-Division endete die Verbandgeschichte der 704. Infanterie-Division.

## 104. Jäger-Division

### Aufstellung durch Umgliederung der 704. ID
Am 1. April 1943 erfolgte auf Befehl vom 15. Februar 1943 die Umgliederung der in Serbien stehenden 704. Infanterie-Division in eine Jäger-Division. Hierfür wurde Personal aus dem Wehrkreis IV, Wehrkreis VI, Wehrkreis VIII und Wehrkreis IX herangezogen, wobei die älteren Jahrgänge gegen jüngere Soldaten ausgetauscht wurden.
Der Verband wurde gegliedert in:
- Jäger-Regiment 724 (aus Grenadier-Regiment 724)
- Jäger-Regiment 734 (aus Grenadier-Regiment 734)
- Artillerie-Regiment 654 (durch Ausbau der Artillerie-Abteilung 654 auf drei Abteilungen)
- Pionier-Bataillon 104 (aus Pionier-Bataillon 704)
- Nachrichten-Abteilung 114 (aus Nachrichten-Abteilung 704)
- weitere Divisionstruppen Nr. 104

Bis Juni 1943 erfolgte die Aufstellung beim Befehlshaber Serbien in der Heeresgruppe E.

### Einsätze gegen die jugoslawische Partisanen
Bei der Schlacht an der Sutjeska konnte die Division den Ausbruch der jugoslawischen Volksbefreiungsarmee nicht verhindern. 

### Verlegung nach Griechenland
Mit der Heeresgruppe E ging die Division ab Juli 1943 als Besatzungstruppe nach Griechenland, wo sie auf den griechischen Inseln verteilt wurde. Vom darauffolgenden Monat bis August 1943 war die Division in der Heeresgruppe E dem Befehlshaber Südgriechenland in Griechenland unterstellt. 
Eine ab Juli 1943 kurzzeitige Unterstellung beim italienischen VIII Corpo d'armata (VIII. Armeekorps) der italienischen 11a Armata (11. Armee) endete Anfang September durch den Waffenstillstand von Cassibile und den Seitenwechsel der neuen italienischen Regierung. Die Division kam wieder zur Heeresgruppe E zum XXII. Armeekorps. 

### Kefalonia
Die deutschen Maßnahmen zur Entwaffnung und Internierung italienischer Truppen nach dem Seitenwechsel der italienischen Streitkräfte Mitte September 1943 waren rücksichtslos und brutal. Widerstand gegen die Maßnahmen wurde mit äußerster Gewalt gebrochen. Im Einsatzraum der 104. Jäger-Division kam es insbesondere zu Massakern auf Kefalonia und auf Korfu bei denen auch Divisionsangehörige innerhalb ihrer Verbände, an Gefangenentötungen beteiligt waren, welche nicht vom Kriegsrecht abgedeckt waren.

### Ohne übergeordnete Armee
Den sich abzeichnenden Veränderungen auf dem südosteuropäischen Kriegsschauplatz folgend, wurde im August 1943 die Heeresgruppe F gebildet, deren Führung nunmehr gleichzeitig von der Heeresgruppe E die Funktion des Militäroberbefehlshaber Südost übernahm. Durch diesen Organisationswechsel wurde die Heeresgruppe F technisch gesehen der Heeresgruppe E übergeordnet. Die spezielle Situation der Besatzungszone Griechenland führte nach dem Wegfall der Einbindung in die italienische Kommandostruktur nun dazu, dass die dort stehenden Korps und Festungstruppen auf den Inseln ohne übergeordnete Armee unmittelbar der Heeresgruppe E unterstellt wurden, so auch die 104. Jäger-Division ab Oktober 1943 als Teil des XXII. Armee-Korps.

### Verlegung nach Serbien
Ende 1944 erforderte die Gesamtkriegslage den Rückzug der deutschen Kräfte aus Griechenland. Die Heeresgruppe E räumte systematisch die griechischen Insel, die noch unter ihrer Kontrolle standen und verlegte ca. 300.000 Mann über den Balkan nach Nordwesten. Im November verlegte auch die 104. Jäger-Division nach Serbien.
Es folgten aufgrund des Angriffs der jugoslawischen Volksbefreiungsarmee im Rahmen der Belgrader Operation, der Rückzug als Teil des XXXIV. Armeekorps der Heeresgruppe E nach  Kroatien. Im Januar 1945 wurde der Verband dem XXI. Armee-Korps unterstellt und von Februar bis März dem LXXXXI. Armeekorps.

### Plattensee-Offensive
Das ständige Vordringen sowjetischer Kräfte nach Westen im Raum der Heeresgruppe Süd, sollte im März 1945 durch den Einsatz konzentrierter deutscher Kräfte beendet werden. Für die Kräfte der auf dem Balkan stehenden Heeresgruppe E war im Rahmen des Unternehmen Waldteufel ein Vorstoß nach Nordosten geplant. Hierbei sollte die 104. Jäger-Division als Teil des LXXXXI. Armee-Korps mitwirken. Ein geplanter Vorstoß der Heeresgruppe E in Richtung Mohács wurde von jugoslawischen Partisanentruppen und den sowjetischen Luftstreitkräften im Ansatz beendet.
Im April 1945 war die Division dann dem XV. Armee-Korps der Heeresgruppe E unterstellt.
Sich weiter zurückziehend gelangte der Verband im Mai 1945 mit dem LXXXXI. Armee-Korps der Heeresgruppe Südost nach Kärnten.

### Kapitulation
Der Großteil der Truppe geriet im Mai 1945 bei Celje in jugoslawische Gefangenschaft.

## Kriegsverbrechen

### Einsatz auf dem Balkan
Bei dem Einsatz der 704. Infanterie-Division, 714. Infanterie-Division, 717. Infanterie-Division und 718. Infanterie-Division kam es zu einer Vielzahl von kriegsrechtswidrigen Sühneaktionen im besetzten Gebiet des ehemaligen Jugoslawien. Selbst unter Berücksichtigung des von Generalfeldmarschall Wilhelm Keitel durch das Oberkommando der Wehrmacht Mitte September 1941 erlassenen, sogenannten Sühnebefehls, welcher eine Hinrichtung von 50 bis 100 Zivilpersonen für jeden aus dem Hinterhalt getöteten deutschen Soldaten festlegte, wurden in vielen Fällen willkürlich mehr Menschen erschossen, sodass diese Aktionen schon damals als Kriegsverbrechen zu sehen waren.

### Einsatz in Griechenland
Teile der 104. Jäger-Division waren Ende September 1943 am Massaker auf Kefalonia beteiligt, bei dem 5200 Soldaten der italienischen Division „Acqui“ im Kampf, durch Bombardierungen und insbesondere durch kriegsrechtswidrige Hinrichtungen nach der Gefangennahme getötet wurden. 
Im Abschlussbericht des Unternehmens Kreuzotter kurz vor dem Abzug aus Griechenland meldete Divisionschef Hartwig von Ludwiger „die nachhaltige Zerstörung aller Ortschaften in den durchschrittenen Räumen“, als „Erfolg“ gab er auch 299 Tote an, 260 Griechen wurden gefangen genommen, sie kamen mehrheitlich als Zwangsarbeiter nach Deutschland.

## Kommandeure
704. Infanterie-Division
- 22. April 1941 Generalmajor Heinrich Borowski
- 15. August 1942 Generalleutnant Hans Juppe
- 20. Februar 1943 Oberst Hartwig von Ludwiger

104. Jäger-Division
- 1. April 1943 Generalleutnant Hartwig von Ludwiger
- 29. April 1945 Generalleutnant Friedrich Stephan[5]

## Gliederung
| 704. Infanterie-Division      | 104. Jäger-Division           |
| ----------------------------- | ----------------------------- |
| Infanterie-Regiment 724       | Jäger-Regiment 724            |
| Infanterie-Regiment 734       | Jäger-Regiment 734            |
| Artillerie-Abteilung 654      | Artillerie-Regiment 654       |
| Radfahr-Kompanie 704          | Aufklärungs-Abteilung 104     |
| —                             | Panzerjäger-Abteilung 104     |
| Pionier-Kompanie 704          | Pionier-Bataillon 104         |
| Nachrichten-Kompanie 704      | Nachrichten-Abteilung 104     |
| Divisions-Nachschubführer 704 | Divisions-Nachschubführer 104 |

## Bekannte Divisionsangehörige
- Adalbert Lontschar (1885–1947), österreichischer Generalmajor und verurteilter Kriegsverbrecher